# Carl Rosenblad

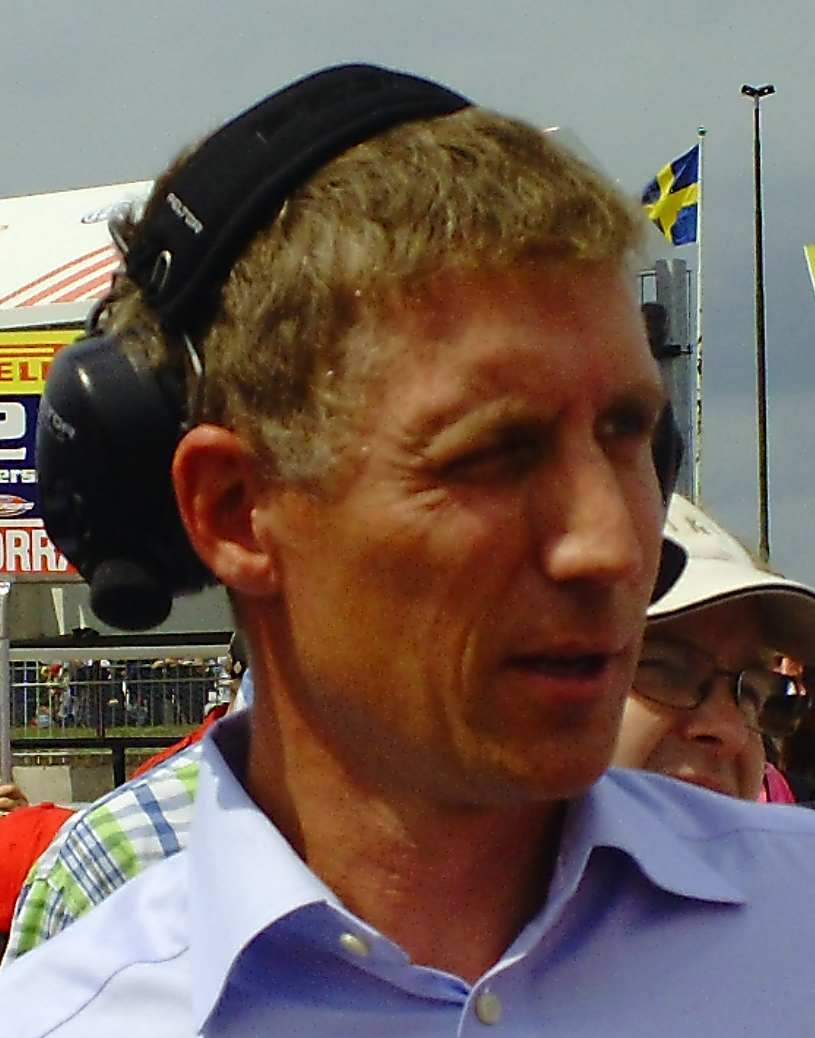
Carl Rosenblad in 2011.

Carl "Calle" Rosenblad (Västervik, 28 april 1969) is een Zweeds autocoureur. Hij is getrouwd en heeft twee kinderen.

## Carrière
Rosenblad maakte zijn debuut in het formuleracing in 1990 in de Zweedse Formule Opel, waar hij vier seizoenen bleef rijden. Hij reed ook in de Zweedse Porsche Challenge en in de Europese Interseries vanaf 1991. In 1996 stapte hij over naar de Formule 3000, waar hij voor het team Alpha Plus reed. Het was geen succesvol seizoen en hij behaalde geen punten. In 1997 stapte hij over naar de FIA GT, waar hij in de GT1-klasse in een Porsche 911 reed voor het team Kremer Racing, opnieuw zonder punten.
In 1998 stapte Rosenblad over naar de touring cars, waar hij in een Nissan Primera deelnam aan het Swedish Touring Car Championship voor het team Elgh Motorsport. In de eerste race op Mantorp Park behaalde hij meteen een derde plaats en uiteindelijk eindigde hij als tiende in het kampioenschap. Dat jaar nam hij ook deel aan de 24 uur van Daytona voor het team Larbre Compétition, waarin hij sterk als derde eindigde.
In 2002 keerde Rosenblad terug in de FIA GT in een Chrysler Viper GTS-R voor Larbre Compétition. Met één podiumplaats eindigde hij als vijftiende in het kampioenschap.
Rosenblad heeft regelmatig in het STCC gereden, waarin hij zeven overwinningen behaalde en in 2001 als vijfde in het kampioenschap eindigde. Ook nam hij deel aan verschillende raceweekenden van het European Touring Car Championship en het World Touring Car Championship tussen 2001 en 2007. In 2005 reed hij voor het eerst in het WTCC voor het team Crawford Racing in een BMW 320i. Ook nam hij in 2007 deel aan twee raceweekenden van het WTCC voor Elgh Motorsport. Ook nam hij dat jaar deel aan de 24 uur van Le Mans in een Ferrari F430 voor het team G.P.C. Sport.
In 2009 nam Rosenblad deel aan slechts één race, de 24 uur van Spa in een Maserati MC12 GT1 voor het team Vitaphone Racing, waarin hij als tweede eindigde.